# Fodé Cissé
Pour les articles homonymes, voir Cissé.
Fodé Cissé mort en 1969, est un homme politique guinéen. 
Il a siégé au conseil du gouvernement de la première République de Guinée en tant que secrétaire à l'environnement à partir de 1963. Il a également été ministre du travail et des lois sociales. Arrêté puis emprisonné, il meurt en 1969.